# Liste des cours d'eau de Suisse
Les cours d'eau peuvent être classés selon différents critères : leur longueur, la surface de leur bassin versant ou leur débit annuel. En Suisse, l'Office fédéral de l'environnement dispose d'un réseau de mesure et d'observation des rivières coulant sur le territoire du pays. Il met à disposition différentes données concernant ces rivières.

## Cours d'eau par longueur

### Cours d'eau de plus de30km
Cette liste présente les cours d'eau ayant un cours d'une longueur supérieure à 30 km sur le territoire suisse.
| Nom              | Longueur en Suisse (km) | Longueur totale (km) | Débit (m3/s) | Bassin versant en Suisse (km2) | Commentaires |
| ---------------- | ----------------------- | -------------------- | ------------ | ------------------------------ | --- |
| Rhin             | 375,5                   | 1 320                | 1049         | 36 494                         | Sort de Suisse à Bâle, se jette dans la mer du Nord.                                                                              |
| Aar              | 288,2                   | 288,2                | 555          | 17 779                         | Affluent du Rhin |
| Rhône            | 266,3                   | 812                  | 338          | 10 403                         | Sort de Suisse à Genève, se jette dans la mer Méditerranée.                                                                       |
| Reuss            | 164,4                   | 164,4                | 140          | 3 425                          | Affluent de l'Aar. |
| Thur             | 134,7                   | 134,7                | 47           | 1 730                          | Affluent du Rhin, confluence à Flaach.                                                                                            |
| Sarine           | 126,1                   | 126,1                | 53           | 1 892                          | Affluent de l'Aar. |
| Inn              | 106,4                   | 517                  | 53           | 2 150                          | Affluent du Danube, confluence à Passau (Allemagne).                                                                              |
| Tessin           | 91,1                    | 280                  | 68           | 1 616                          | Affluent du Pô. |
| Doubs            | 84,8                    | 453                  | 33           | 1 310                          | Affluent de la Saône, elle-même affluent du Rhône.                                                                                |
| Birse            | 76,1                    | 76,1                 | 15           | 924                            | Affluent du Rhin, confluence à Bâle.                                                                                              |
| Broye            | 72,0                    | 72,0                 | 7,75         | 854                            | Affluent du lac de Neuchâtel. |
| Emme             | 80,5                    | 80,5                 | 4.9          | 982                            | Affluent de l'Aar |
| Sihl             | 68,1                    | 68,1                 | 6,8          | 341                            | Affluent de la Limmat, confluence à Zurich.                                                                                       |
| Rhin postérieur  | 61,7                    |                      | 40           |                                | Hinterrhein en allemand. |
| Maggia           | 58,1                    |                      | 23           | 926                            | Se jette dans le lac Majeur. |
| Töss             | 55,7                    | 55,7                 | 7,7          | 442                            | Affluent du Rhin, confluence près de Teufen.                                                                                      |
| Simme            | 55,4                    | 55,4                 | 12           | 594                            | Affluent de la Kander. |
| Orbe             | 49,9                    | 49,9                 | 11           | 488                            | Devient la Thièle après confluence avec le Talent, qui elle-même devient un affluent de l'Aar en se jetant dans le lac de Bienne. |
| Sitter           | 48,9                    | 48,9                 | 10           |                                | Affluent de la Thur. |
| Moesa            | 47,2                    | 47,2                 | 20           |                                | Affluent du Tessin |
| Kander           | 45,8                    | 45,8                 | 20           |                                | Cours modifié au XVIIIe siècle, devient un affluent de l'Aar en se jetant dans le lac de Thoune.                                  |
| Suze             | 42,3                    | 42,3                 | 4,2          |                                | Devient un affluent de l'Aar en se jetant dans le lac de Bienne.                                                                  |
| Wigger           | 41,0                    | 41,0                 |              |                                | Affluent de l'Aar |
| Albula           | 39,9                    |                      |              |                                | Affluent du Rhin postérieur |
| Talent           | 39,0                    |                      |              |                                | Confluent de l'Orbe, qui change de nom après la confluence en devenant la Thielle.                                                |
| Alter Rhein      | 38,9                    | 38,9                 |              |                                | |
| Landquart        | 38,4                    | 38,4                 |              |                                | Affluent du Rhin |
| Vispa            | 38,0                    | 38,0                 |              |                                | Affluent du Rhône, aussi nommée Viège.                                                                                            |
| Dünnern          | 37,4                    |                      |              |                                | |
| Aa d'Engelberg   | 37,2                    |                      |              |                                | |
| Linth            | 37,2                    | 37,2                 |              |                                | Se jette dans le lac de Zurich.                                                                                                   |
| Glâne            | 36,9                    | 36,9                 |              |                                | Affluent de la Sarine |
| Petite Emme      | 36,5                    | 36,5                 |              |                                | Affluent de la Reuss, aussi appelé Kleine Emme.                                                                                   |
| Julia            | 36,5                    | 36,5                 |              |                                | Affluent de l'Albula, confluence à Tiefencastel. Gelgia en romanche.                                                              |
| Venoge           | 36,5                    | 36,5                 | 4,1          |                                | Devient un affluent du Rhône en se jetant dans le lac Léman.                                                                      |
| Limmat           | 36,4                    | 36,4                 | 95           |                                | Sort du lac de Zurich, il est parfois considéré que la Linth, le lac de Zurich et la Limmat forment le même cours d'eau.          |
| Singine          | 35,7                    | 35,7                 |              |                                | Affluent de la Sarine, confluence à Laupen. Aussi appelé Sense.                                                                   |
| Glatt            | 35,5                    |                      |              |                                | |
| Brenno           | 35,0                    | 35,0                 |              |                                | |
| Suhre            | 34,1                    |                      |              |                                | |
| Murg             | 34,1                    |                      |              |                                | |
| Mentue           | 33,7                    |                      |              |                                | |
| Verzasca         | 33,4                    |                      |              |                                | |
| Plessur          | 33,1                    |                      |              |                                | |
| Seez             | 32,7                    | 32,7                 |              |                                | Devient un affluent dans la Linth en se jetant dans le lac de Walenstadt.                                                         |
| Rabiusa          | 32,5                    |                      |              |                                | |
| Areuse           | 31,7                    | 31,7                 |              |                                | Se jette dans le lac de Neuchâtel.                                                                                                |
| Wyna             | 31,7                    |                      |              |                                | |
| Necker           | 31,6                    | 31,6                 |              |                                | Affluent de la Thur. |
| Calancasca       | 31,2                    |                      |              |                                | |
| Langeten         | 31,1                    |                      |              |                                | |
| Dranse de Bagnes | 31,1                    |                      |              |                                | Affluent du Rhône |
| Arbogne          | 31,0                    |                      |              |                                | |
| Lorze            | 30,7                    |                      |              |                                | |
| Glogn            | 30,7                    |                      |              |                                | |
| Landwasser       | 30,5                    |                      |              |                                | Affluent de l'Albula |
| Bünz             | 30,5                    |                      |              |                                | Affluent de l'Aar |
| Petite Glâne     | 30,3                    |                      |              |                                | Affluent de la Broye |

### Cours d'eau dont la surface du bassin versant dépasse1 000km2
| Nom             | Longueur en Suisse (km) | Commentaires                   | Débit (m3/s) | Bassin versant en Suisse (km2) | Longueur totale (km) | Commentaires                  |
| --------------- | ----------------------- | ------------------------------ | ------------ | ------------------------------ | -------------------- | ----------------------------- |
| Rhin            | 375                     | jusqu'à Bâle                   | 439          | 27894                          | 1 320                | se jette en mer du Nord       |
| Aar             | 295                     | affluent rive gauche du Rhin   | 557          | 17 779                         | 295                  |                               |
| Rhône           | 264                     | jusqu'à Chancy                 |              | 6952                           | 812                  | se jette dans la Méditerranée |
| Reuss           | 158                     | affluent rive droite de l'Aar  | 130          | 3 425                          | 158                  |                               |
| Linth/Limmat    | 140                     | affluent de l'Aar              | 85,9         | 2 416                          | 140                  |                               |
| Sarine          | 128                     | affluent de l'Aar              |              | 1 892                          | 128                  |                               |
| Thur            | 125                     | affluent du Rhin               |              | 1 724                          | 125                  |                               |
| Inn             | 104                     |                                |              | 1711                           | 517                  | affluent du Danube            |
| Tessin          | 91                      | jusqu'au lac Majeur            |              | 3366                           | 280                  | affluent du Pô                |
| Doubs           | 74                      |                                |              | 623                            | 453                  | affluent de la Saône          |
| Rhin antérieur  | 67,5                    | affluent du Rhin               |              | 1 514                          | 67,5                 |                               |
| Rhin postérieur | 57,3                    | affluent du Rhin               |              | 1 693                          | 57,3                 |                               |
| Kander          | 44                      | se jette dans le lac de Thoune |              | 1 126                          | 44                   |                               |

## Cours d'eau par cantons
- Cours d'eau du canton de Genève
- Cours d'eau du canton du Jura
- Cours d'eau du canton de Vaud

## Les fleuves et rivières de Suisse et leurs affluents
- Rhin - 375 km - 36 494 km2
  1. Rhin Antérieur - 67,5 km - 1 514 km2
  2. Rhin Postérieur - 57,3 km - 1 693 km2
    1. Albula - 36 km - 950 km2
      - Julia - km - 325 km2

  3. Landquart - 43 km - 618 km2
  4. Thur - 125 km - 1 724 km2
  5. Töss - 58 km - 442 km2
  6. Aar - 295 km - 17 779 km2
    1. Lütschine - 23 km - km2
    2. Gürbe - 29 km - km2
    3. Kander - 44 km - 1 126 km2
    4. Simme - 60 km - 594 km2
    5. Sarine - 128 km - 1 892 km2
      - Jogne - 29 km - km2

    6. Orbe / (Thielle) - 57 km - 488 km2
    7. Broye - 86 km - 854 km2
    8. Emme - 80 km - 983 km2
    9. Suhre - 34 km - 373 km2
      - Uerke - 17 km
      - Wyna - 31 km

    10. Reuss - 158 km - 3 425 km2
      - Petite Emme - 58 km - 477 km2

    11. Linth/Limmat - 140 km - 2 416 km2
      - Sihl - 73 km - 341 km2

  7. Birse - 73 km - 924 km2
- Rhône - 264 km - 10 403 km2
  1. Gerenbach - 8 km - km2
  2. Agene - 10 km - 36 km2
  3. Blinne - 5 km - km2
  4. Binna - 18 km - 117 km2
  5. Massa - 6 km - km2
  6. Saltina - 5 km - 78 km2
  7. Mundbach - km - km2
  8. Gamsa - 12 km - km2
  9. Vispa - 40 km - 787 km2
  10. Baltschieder Bach - 10 km - km2
  11. Bietsch Bach - 10 km - km2
  12. Lonza - 22 km - km2
  13. Turtmänna - 18 km - 110 km2
  14. Dala - 16 km - km2
  15. Raspille - 14 km - km2
  16. Navizence - 23 km - 257 km2
    1. Gougra

  17. Rèche - 11 km - km2
  18. Lienne - 19 km - km2
  19. Borgne - 30 km - 384 km2
    1. Dixence - 17 km - 103 km2

  20. Sionne - 11 km - km2
  21. Morge - 15 km - 73 km2
  22. Printze - 18 km - km2
  23. Lizerne - 15 km - km2
  24. Faraz - 10 km - km2
  25. Losentse - 9 km - km2
  26. Salentse - km - km2
  27. Dranse - 43 km - 678 km2
  28. Trient - 17 km - 156 km2
    1. Eau Noire - km - km2
      1. Barberine - km - km2

    2. Triège - 6 km - km2

  29. Salanfe - 9 km - km2
  30. Vièze - 21 km - 144 km2
  31. Gryonne - 15 km - km2
  32. Grande Eau - 26 km - 132 km2
  33. Veveyse - 29 km - 66 km2
  34. Venoge - 31 km - 230 km2
  35. Morges - 12 km - 42 km2
  36. Arve - 7 km en Suisse. Totaux : 102 km - 1980 km2
    1. Aire - 15 km - km2

  37. Allondon - 6 km - 11 km2
  38. Laire - 17 km - 46,2 km2
- Inn - 104 km - 2 150 km2
- Tessin - 91 km - 1 616 km2
  1. Maggia - 55 km - 926 km2
  2. Tresa - 13 km - 754 km2
- Doubs - 74 km - 1 310 km2
- (Adda) : entièrement en Italie
  1. Poschiavino - 27 km - 238 km2
  2. Maira (Mera) - 50 km - km2

## Écologie

### Danger de disparition des écrevisses indigènes dans les cours d'eau
Du fait que les populations d'écrevisses indigènes (écrevisse à pattes rouges, écrevisse à pattes blanches, écrevisse de torrent) régressaient fortement à cause de la pollution des cours d'eau, on a mis à l'eau des écrevisses plus résistantes originaires d'Amérique du Nord (écrevisse de Californie, écrevisse américaine, écrevisse de Louisiane). Cela a eu pour conséquence que les écrevisses indigènes ont régressé encore plus vite, de sorte que les écrevisses indigènes sont menacées de disparition. Les écrevisses exotiques, outre qu’elles sont capables d'une meilleure adaptation et se multiplie à vive allure, les espèces venant d'Amérique du nord sont les vecteurs du champignon Aphanomyces astaci pathogène qui répand la peste des écrevisses chez les écrevisses indigènes. En quelques semaines, les écrevisses indigènes peuvent ainsi être éliminées.
Devant la gravité de la situation, l’Office fédéral de l'environnement a lancé un plan d’action pour la protection des écrevisses indigènes.